# Rhododendron longilobum
Rhododendron longilobum är en ljungväxtart som beskrevs av L. M. Gao och D. Z. Li. Rhododendron longilobum ingår i släktet rododendron, och familjen ljungväxter. Inga underarter finns listade i Catalogue of Life.